# لی هونگ نه
لی هونگ نه (کره‌ای: 이홍내؛ زادهٔ ۲۷ ژانویه ۱۹۹۰) بازیگر اهل کره جنوبی است.

## فیلم‌شناسی

### فیلم
| سال  | عنوان                 | نقش                | توضیحات                | منابع             |
| ---- | --------------------- | ------------------ | ---------------------- | ----------------- |
| ۲۰۱۴ | آتش در جهنم           | جی سوک             | آغاز بازیگری، نقش مکمل | [ ۱ ] [ ۲ ] [ ۳ ] |
| ۲۰۱۵ | با استعداد            | دوست یون وو        | بیت پارت               | [ ۲ ] [ ۴ ] [ ۵ ] |
| ۲۰۱۶ | دور آخر               | دونده              | بیت پارت               | [ ۲ ] [ ۴ ] [ ۵ ] |
| ۲۰۱۸ | عروسک خیمه‌شب‌بازی      | دوست سه جونگ #۱    | بیت پارت               | [ ۲ ] [ ۴ ] [ ۵ ] |
| ۲۰۱۸ | جامعه عالی            | انترن              | بیت پارت               | [ ۲ ] [ ۴ ] [ ۵ ] |
| ۲۰۱۸ | [قفل در               | افسر پلیس #۲       | بیت پارت               | [ ۲ ] [ ۴ ] [ ۵ ] |
| ۲۰۱۹ | تازا: جک یک چشم       | بادیگارد #۲        | بیت پارت               | [ ۲ ] [ ۴ ] [ ۵ ] |
| ۲۰۱۹ | پانچ من – بوکسور مست  | مربی باشگاه        | بیت پارت               | [ ۲ ] [ ۴ ] [ ۵ ] |
| ۲۰۱۹ | حرکت الهی ۲           | طرد شده            | بیت پارت               | [ ۲ ] [ ۴ ] [ ۵ ] |
| ۲۰۲۰ | مزاحم                 | افسر پلیس گمشده    | بیت پارت               | [ ۲ ] [ ۴ ] [ ۵ ] |
| ۲۰۲۰ | تعطیلات طلایی         | بادیگارد پاتریک #۲ | بیت پارت               | [ ۲ ] [ ۴ ] [ ۵ ] |
| ۲۰۲۱ | ساخته شده روی پشت بام | هانول              | نقش اصلی               | [ ۲ ] [ ۴ ] [ ۵ ] |
| ۲۰۲۱ | Spiritwalker          | گرگ                | بیت پارت               | [ ۶ ]             |
| ۲۰۲۲ | خونگرم                | آ می               | نقش مکمل               | [ ۶ ]             |

### مجموعه تلویزیونی
| سال  | عنوان                                     | نقش             | توضیحات  | منابع             |
| ---- | ----------------------------------------- | --------------- | -------- | ----------------- |
| ۲۰۱۶ | وب‌تون هیرو – توندرا شو فصل ۲              | دانش آموز       |          | [ ۲ ] [ ۴ ] [ ۵ ] |
| ۲۰۱۶ | درامای ویژه کی‌بی‌اس – The Legendary Lackey | دوست سونگ هو #۱ |          | [ ۲ ] [ ۴ ] [ ۵ ] |
| ۲۰۱۷ | نجاتم بده                                 |                 |          | [ ۲ ] [ ۴ ] [ ۵ ] |
| ۲۰۱۹ | تله                                       |                 |          | [ ۲ ] [ ۴ ] [ ۵ ] |
| ۲۰۱۹ | روح را بگیر                               |                 |          | [ ۲ ] [ ۴ ] [ ۵ ] |
| ۲۰۲۰ | پادشاه: سلطنت ابدی                        | سوک هو پیل      | نقش مکمل | [ ۲ ] [ ۴ ] [ ۵ ] |
| ۲۰۲۰ | شکارچیان شگفت‌انگیز                        | جی چونگ شین     | نقش مکمل | [ ۲ ] [ ۴ ] [ ۵ ] |
| ۲۰۲۱ | بازرس کو                                  | گون ووک         | نقش مکمل | [ ۷ ] [ ۸ ]       |
| ۲۰۲۲ | اوپنینگ – How to Recognize Voices         | جانگ دو وان     | نقش اصلی | [ ۹ ] [ ۱۰ ]      |

### مجموعه اینترنتی
| سال  | عنوان         | نقش        | توضیحات | منابع |
| ---- | ------------- | ---------- | ------- | ----- |
| ۲۰۱۸ | دوکگو ریوایند | شین دو یون |         | [ ۲ ] |